# Fujinomiya

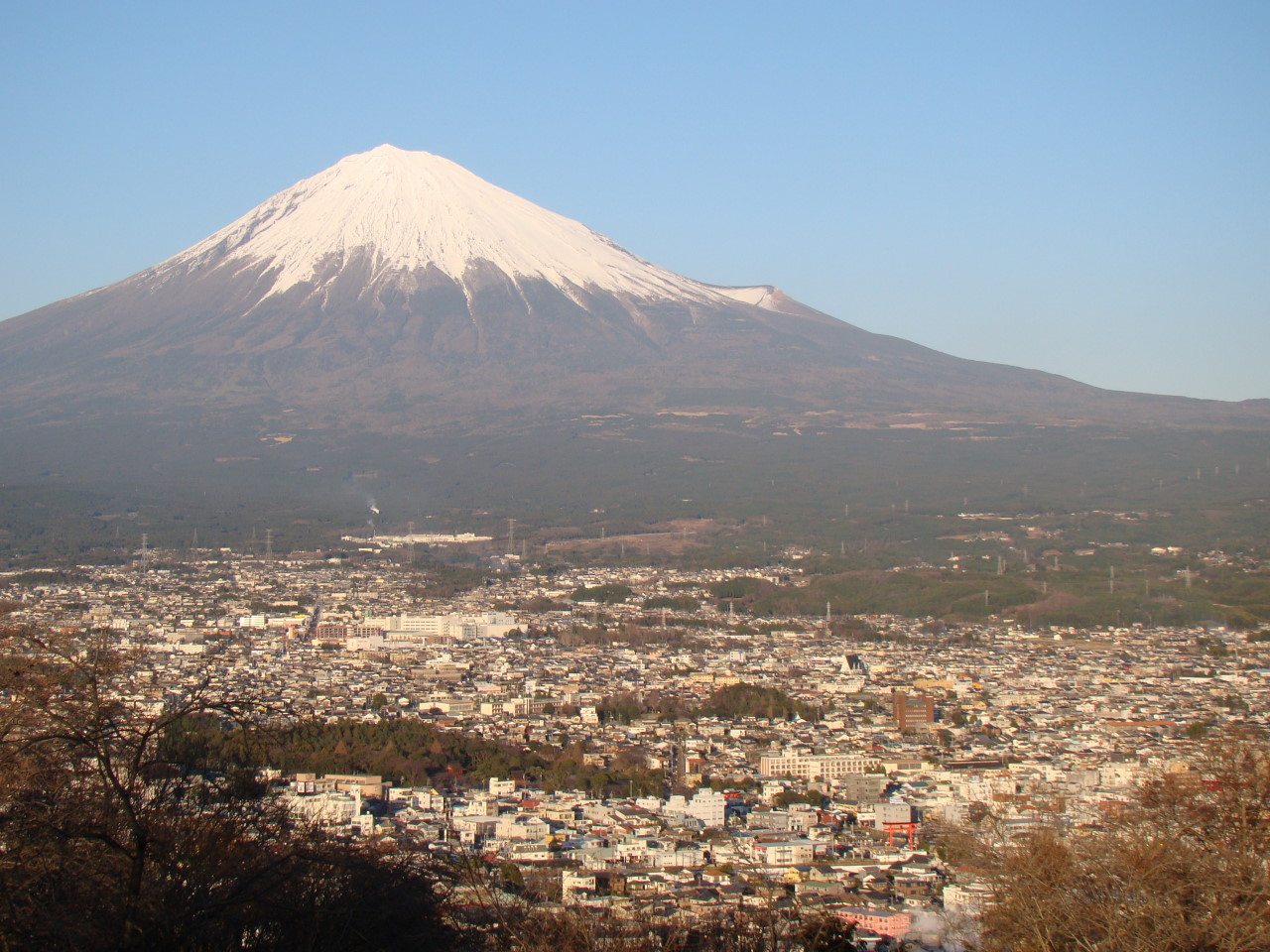
Fujinomiya şi Muntele Fuji

Fujinomiya (富士宮市 Fujinomiya-shi?) este un municipiu din Japonia, prefectura Shizuoka.